# Джоген Чоудхурі
Джоген Чоудхурі (*30 січня 1939) — сучасний індійський художник, поет, викладач, культурний діяч.

## Життєпис
Походив з брамінської заможної родини землевласників (заміндарів). Народився у 1939 році у с. Дахарпара, що поблизу м. Коталіпарха)округ Фарідпур, Бенгалія, сучасна Бангладеш). У 1947 році разом із батьками перебирається до Калькутти (внаслідок поділу Бенгалії між Індією та Пакистаном), а потім (у 1951 році) до м. Дхакурія (неподалік Калькутти). Тут Джоген здобув середню освіту. У 1955 році він поступає до Державного коледжу мистецтва та графіки, який закінчив у 1960 році із відзнакою.
Спочатку Чоудхурі працював вчителем малювання у школі Ховрах. З 1962 році працює текстильним дизайнером при Сервісному центру Калькутти (організації, що займалася виробництво ткацьких виробів ручної роботи).
У 1965 році отримавши французьку урядову стипендію, перебирається до Парижу, де навчається у національній вищій школі витончених мистецтв, потім працює в ательє Вільяма Хайтера. У 1968 році повертається до Індії, де працює в Мадрасі дизайнером у Сервісному центрі Вівера. Під час цього починає складати вірші, а у 1970 році вступає до Калькуттської художньої групи. Згодом видав першу свою збірку віршів.
У 1972 році Д.Чоудхурі переїхав до Делі як куратор колекції творів мистецтва Раштрапаті Бхавана. У 1975 році стає одним із співзасновників Галереї 26 та Форуму художників. З 1976 році починає брати участь у художніх виставках. У 1981 році видав збірки «Мистецтво сьогодні». У 1987 стає професором живопису інституту мистецтва Кала Бхавана університету Вішва Бхараті (м. Шантінікетан, Бенгалія). У 1999 році уходить з посади професора та директора Кала Бхавана.

## Творчість
Після повернення з Франції наприкінці 1960-х років Джоген Чоудхурі розробив свій індивідуальний стиль. Хоча Чоудхурі намалював масла, його сильною стороною є картини намальовані тушшю, аквареллю і пастеллю. Особливістю є зображення образів та фігур за допомогою хвилястих або кривих ліній, перехресне штрихування для досягнення тональних варіацій. Шляхом ретельного спотворення форми він надає карикатурности формам. Полюбляє зображувати чоловіків і жінок у незвичайних ситуаціях з провокаційними жестами. Фон, чорний, як смола, перекошені фігури людей з характерними рисами обличчя, зображення жінок з неприємними шрамами на їхніх тілах — все це має пряме або непряме відношення до його власного нелегкого життєвого досвіду.
Він вміє створювати почуття розпаду і деградації в межах свого ліричного, і часто декоративного світу. Зовні прості, його картини водночас складні за своєю гострою виразністю, і в символічному, але неминучому присутності образів. Чоудхурі відкидає все зайве і направляє усі зусилля на створення інтенсивних образів.
Співпраця Джогена Чоудхурі з компаніями «Хендлум Хаус» і «Індіан Дизайн», його зачарованість мистецтвом альпони (традиційним підлоговим розписом у Бенгалії) проявилися в здатності зображати форми з унікальним почуттям ритму, що створює образи з хвилюючою декоративною привабливістю. Ця декоративність часто межує з еротичними відтінками в багатьох його роботах.
Найвідомішими є картини «Тигр у місячному сяйві» (1978 рік), «Пара» (1984 рік), Життя (1987 рік), «Абу Гхрайб» (2005 рік).
Його виставки проходили як в Індії, так й за кордоном. найбільш часто виставлявся у Колкаті — у 1963, 1965, 1994, 1995, 2006 роках. також проходили виставки у містах Парижі (1967, 1976, 1998 роки), Нью-Делі (1977, 1981, 2007 роки), Бароді (1982 рік), Ахмеднагарі (1983 рік), Бангалорі (1988 рік), Ченнаї (1990 рік), Шантінікетан (1992 рік), Токіо (1996 рік), Амстердамі (1997 рік), Берліні (1999 рік), Сінгапурі (2001, 2009 роки), Нью-Йорку (2002 рік). Загалом у нього пройшло 22 індивідуальні виставки.